# Долина МГГ
Доли́на МГГ — понижение ледниковой поверхности в Восточной Антарктиде, расположенное между 55° и 80° восточной долготы и простирающееся от Советского плато до залива Прюдс.
Протяжённость составляет около 1000 км, ширина — почти 600 км. Центральная часть расположена на 500—700 м ниже прилегающей ледниковой поверхности Советского плато, высота которого более 3000 м. На севере средняя часть долины занята ледником Ламберта.
Северная часть долины была открыта экспедициями США (1946—1947) и Австралии (1956—1958). Южная половина (от вершины до ледника Ламберта) была впервые обследована с воздуха советской антарктической экспедицией 1957—1958 годов. Долине было присвоено название в честь Международного геофизического года (МГГ).